# 崂山街道
崂山街道，是中华人民共和国山東省威海市荣成市下辖的一个乡镇级行政单位。

## 行政区划
崂山街道下辖以下地区：
官邸社区、崂山二疃村、崂山大疃村、鲍家庄村、地宝圈村、船坞村、斜口岛村、北埠村、中埠村、南埠村、阎家庄村、脉埠村、雨夼村、宁家村、古塔村、古塔东庄村、崂山屯村、柳家庄村、西牢村、罗家庄村、鲁家村、毕家屯村、烟墩讲村、神道村、大迟家村、小迟家村、小河于家村、河南村、南沽村和台上林家村。